# Need for Speed: Carbon
Need for Speed: Carbon (рус. Жажда скорости: Карбон; сокр. NFSC) — компьютерная игра серии Need for Speed в жанре аркадных автогонок, разработанная студией EA Black Box и изданная компанией Electronic Arts в 2006 году. В России Need for Speed: Carbon была издана компанией «1С-СофтКлаб» полностью на русском языке. Игра является прямым продолжением Need for Speed: Most Wanted 2005 года и десятым основным проектом в серии.
Действия игры происходят в городе Палмонт, по которому игроку, как и в Most Wanted, предоставлена свобода передвижения. По сюжету главный герой должен побеждать в гонках городских районов и собрать команду, чтобы разобраться в истории с украденной сумкой денег, которая произошла еще до истории прошлой игры. Действие вновь переносится в ночное время суток. Основными нововведениями в Need for Speed: Carbon являются возможность собрать команду гонщиков и захват районов. Также в Carbon впервые появляется система тюнинга Autosculpt. В отличие от предыдущей части игры, полиция в Carbon менее активна и основной акцент делается на гоночные состязания и тюнинг автомобилей.
Разработка Need for Speed: Carbon началась сразу после выхода Need for Speed: Most Wanted. Игра создавалась сначала, как прямое продолжение предыдущей части серии с различными улучшениями и нововведениями. Carbon также разрабатывалась для консолей нового поколения — PlayStation 3 и Wii, и в ходе разработки претерпела ряд изменений, среди которых изменение графики, концовки и многого другого из-за сжатых сроков.
Наряду с версиями для консолей, домашних компьютеров и аркад игра также получила портативные версии для PlayStation Portable, Game Boy Advance, Nintendo DS и Zeebo под названием Need for Speed: Carbon — Own the City. Хотя в портативных играх игровой процесс был аналогичен консольной версии, они включали новые / измененные элементы игрового процесса, другой сеттинг и сюжетную линию, а также другой выбор товарищей по команде ИИ.
После выпуска Need for Speed: Carbon игра получила положительные отзывы критиков, хотя и столкнулась с некоторой критикой по поводу элементов игровой механики, в том числе отсутствия акцента на полицейских погонях по сравнению с её предшественником. Специальная версия этой игры в коллекционном издании была разработана для PlayStation 2, Windows и Xbox 360 и включала дополнительный контент, включая новые автомобили, новые элементы настройки и новые события для двух игровых режимов. Позже в 2007 году на смену игре пришла Need for Speed: ProStreet.
31 мая 2021 года EA объявила, что загружаемые версии игры больше не будут доступны для покупки в каких-либо интернет-магазинах, а с 1 сентября 2021 года сетевая игра будет прекращена. Коробочные версии игры EA DVD без загрузки можно приобрести в некоторых интернет-магазинах, пока не закончатся запасы. В 2009 году было продано более 3,2 миллионов экземпляров Need for Speed: Carbon, а в общей сложности игра разошлась тиражом в 8,7 миллионов копий, что является четвёртым лучшим результатом в серии.

## Игровой процесс

Гонка типа «Спринт» на Dodge Charger SRT-8. Основным нововведением в Need for Speed: Carbon является возможность нанять команду гонщиков, каждый из которых обладает уникальными способностями

Как и предыдущие части серии, игровой процесс в Need for Speed: Carbon сосредоточен на уличных гонках. Как и в предыдущей игре, в Carbon игрок может свободно разъезжать по городу, который называется Палмонт. Помимо гражданских автомобилей, на улицах ездят уличные гонщики, с которыми можно устроить дуэль. Игрок может как принять вызов, так и отказаться. В случае соглашения игрок выбирает на карте одну из доступных финишных черт. Если игрок побеждает в гонке, то получает вознаграждение в 1000 наличных. В зависимости от активности команд районов гонщики могут чаще или реже ездить: обычно, если территория не находится под влиянием команды игрока, то соперники встречаются чаще, чтобы устроить дуэль. Помимо уличных гонщиков, в городе можно обнаружить пиктограммы, обозначающие место проведения гонок; их внешний вид зависит от того, к какому типу соревнований они относятся. В городе также располагаются убежища игрока. В начале игры присутствует только одно убежище, но по мере прохождения становятся доступными и другие. По городу можно обнаружить автосалоны, которые открываются после прохождения нескольких гонок в том или ином районе. В автосалонах игрок может купить себе новый автомобиль для продвижения по карьере. Как и в Need for Speed: Most Wanted, в игре предусмотрен просмотр сообщений, которые на протяжении режима карьеры присылают боссы, помощники и различные гонщики. В сообщениях могут находиться советы для игрока, информация о грядущих событиях и гонках, а также темы разговора отдельных команд и гонщиков.
В режиме «Карьера» игрок, аналогично предыдущей части игры, выигрывает в заездах, чтобы продвигаться по сюжету, и участвует в гонках с боссами. В каждом квартале города доступны от двух до четырёх гонок разных типов. Если игрок побеждает в двух гонках, то квартал переходит под владение команды игрока. Захваченную территорию иногда будут пытаться забрать гонщики из других команд. Если игрок примет участие в защитной гонке и победит в ней, то территория остаётся под его владением, а если откажется от участия, то квартал автоматически переходит под владение нападающей команды. За прохождение гонок и за захват территорий игроку будут становиться доступными новые запчасти для тюнинга и автомобили. После того, как игрок захватит все кварталы на определённой территории, её владелец — босс — вызовет игрока на гонку. В гонках с боссами игроку сначала предстоит победить в гонке типа «Кольцо» по городу, а затем — по каньону. После того, как это будет сделано, территория полностью переходит под власть игрока, а после гонки по каньону нужно выбрать два из шести призовых маркеров, среди которых могут находиться запчасти для тюнинга, дополнительные деньги, возможности по улаживанию конфликтов с полицией, а также автомобиль босса.
Как и в Most Wanted, в Need for Speed: Carbon присутствует режим, названный «Погоня». В нём игроку предстоит пройти серию состязаний, представляющих собой как различные заезды и гонки, так и полицейские погони. В каждом типе гонок предлагается три заезда: Бронза, Серебро и Золото. По мере прохождения задания усложняются, а после победы в заезде Золото открываются новые детали тюнинга или автомобили. Помимо «Погоня», в игре присутствует режим «Заезд», представляющий собой свободные гонки, которые игрок волен проходить в любом порядке и может настраивать количество соперников, уровень сложности, количество кругов (в типе гонок «Кольцо») и многое другое. Гонки режима «Заезд» проходят по всему городу, включая каньон. Чем больше игрок выиграл гонок в режиме «Карьера», тем больше будет доступно гонок в режиме «Заезд». В меню игры также можно просмотреть «Карточки», в которых представлены различные задания, которые должен выполнить игрок: это может быть прохождение определённого количества гонок, уход от полицейских погонь, продажа и покупка машин и многое другое, включая задания в игре по сети. Если игрок выполнил все задания, представленные в какой-либо карточке, то получает награду: новый автомобиль, деталь для тюнинга или аппликацию.
В игре присутствуют возможности, аналогичные Need for Speed: Most Wanted. Так, в момент зрелищных сцен на экране, например, полёте автомобиля или тарана полицейского заграждения, камера показывает эти моменты с наиболее зрелищного ракурса. По желанию игрока, эту возможность можно включить или выключить в настройках игры. Также в игре присутствует возможность ускорения времени, которая замедляет игровой процесс, что позволяет с лёгкостью проходить трудные повороты и таранить полицейские машины; во время гонок типа «Дрифт» и «Каньон» возможность ускорения времени недоступна. Помимо этого, в Need for Speed: Carbon появился фоторежим, который позволяет делать снимки во время игры и публиковать их в интернете.

### Команда
Отличительной особенностью Need for Speed: Carbon является возможность нанять гонщиков в команду, которые вместе с игроком участвуют в большинстве гоночных состязаний: «Кольцо», «Спринт» (кроме территории каньона) и «Истребитель». На протяжении прохождения режима «Карьера» игрок может нанять новых гонщиков в команду. В составе команды игрока должен быть как минимум один человек, при этом их количество не должно превышать трёх. Для этого игрок может нанимать, а также увольнять гонщиков команды. Кроме того, в меню команды игрок может выбрать имя и логотип своей команды, смотреть видеоролики гонщиков, а также просматривать и тюнинговать их автомобили. Кроме того, тюнинг их автомобилей, в отличие от машины игрока, осуществляется бесплатно. Для каждого автомобиля гонщиков команды существует уникальная раскраска, недоступная автомобилю игрока. Всего в игре присутствует шесть гонщиков, которых игрок может нанять в команду: Невилл, Сэл, Юми, Самсон, Колин и Никки. У каждого гонщика есть свои автомобили, причём если игрок выбирает автомобиль другого класса или типа, то автомобили гонщиков команды также поменяются на тот класс и тип, который выбрал игрок. Новые гонщики присылают игроку сообщения с предложением вступить в команду после победы над боссами, для найма необходимо приехать на встречу с ними. Взять в гонку можно лишь одного сокомандника, причём в случае, если он финиширует первым, победа засчитывается и игроку.
У каждого гонщика есть своя специализация: наблюдатель (англ. Scout), блокировщик (англ. Blocker) или разгонщик (англ. Drafter). Наблюдатели ищут для игрока самые короткие пути на трассе, чтобы он мог срезать во время гонки; блокировщики нападают на соперников, временно останавливая их; разгонщики ускоряют игрока, пристраиваясь впереди него и за счёт создания воздушной подушки помогая развить очень высокую скорость. Также у них есть навыки: координаторы (англ. Fixer), которые улаживают конфликты с полицией и помогают заработать денег, заключая пари на победы в гонках; механики (англ. Mechanic), которые предоставляют скидки при покупке машин, запас закиси азота и замедление времени в гонке; умельцы (англ. Fabricator), которые предоставляют возможности настройки автомобиля. После того, как игрок захватывает квартал в районе, на карте появляется логотип команды игрока, а цвет района меняется на голубой; после захвата всего района логотип владеющей команды на карте тоже меняется. Помимо команды игрока, а также команд главарей районов города существуют шесть других, более мелких команд уличных гонщиков, отличающиеся от других характерной раскраской автомобиля и логотипом, а также цветом на карте владеющей территории: «Инферно», «Скорпионы», «Чёрное сердце», «Ротор-4», «Лос-Колибрис» и «Короли». На протяжении всего прохождения режима «Карьера» эти команды будут пытаться захватывать кварталы и районы города и вызывать команду игрока на защитную гонку.

### Типы гонок
В Need for Speed: Carbon присутствуют большинство типов гонок из предыдущих частей, однако появились и новые виды. В игре вновь присутствует «Дрифт», который входит в Need for Speed: Underground и Need for Speed: Underground 2, но отсутствует в Most Wanted, однако были убраны «Дрэг-рейсинг» и «Выбывание», присутствующие в предыдущих частях. Все типы гонок, кроме «Каньон», могут проходить на территории города, и все, кроме «Кольцо» и «Истребитель», на территории каньона. Во время гонок типа «Кольцо», «Спринт» (кроме территории каньона) и «Истребитель» может начаться погоня, в которой могут арестовать как игрока, так и других гонщиков.
- Кольцо — представляет собой гонку с замкнутой трассой, состоящей из нескольких кругов, число которых варьируется от двух до восьми. Цель игрока — первым завершить последний круг.
- Спринт — представляет собой гонку с незамкнутой трассой. Цель игрока — первым пересечь финишную черту.
- Контрольная точка — представляет собой аналогично спринту незамкнутую трассу. В гонке участвует только один игрок, причём в городе нет ни машин трафика, ни полиции. Для завершения гонки время ограничено. Трасса поделена на контрольные точки, при проезде через которые игрок получает дополнительное время. Цель игрока — вовремя завершить гонку.
- Истребитель — представляет собой незамкнутую трассу, по которой расставлены радары, при проезде через которые фиксируется скорость гонщика. Очки скорости при проезде через следующие радары суммируются. Если один из гонщиков пересёк финишную черту, то у остальных участников набранные очки скорости будут отниматься. Цель игрока — приехать к финишу с большим числом очков скорости.
- Дрифтинг — представляет собой замкнутую или незамкнутую (в каньоне — всегда незамкнутую) трассу. При введении автомобиля в занос игрок получает очки дрифтинга, которые можно увеличить, если держаться ближе к краю дороги, однако, если игрок касается стены, то теряет набранные очки. Цель игрока — набрать большее количество очков дрифтинга, чем остальные участники. Если в каньоне автомобиль падает с обрыва, это засчитывается за проигрыш.
- Каньон — представляет собой гонку по каньону и состоит из двух этапов. В первом этапе игрок едет сзади, а соперник — впереди. Чем ближе игрок подъезжает к сопернику, тем больше ему даётся очков. Если игрок обгоняет соперника и десять секунд сохраняет лидерство, то автоматически выигрывает всю гонку. Если же игрок отстаёт от соперника и не может подъехать на более близкое к нему расстояние, то проигрывает. Если игрок касается автомобиля соперника, то теряет 5000 очков. Второй этап начинается в том случае, если игрок в первом не обогнал противника и не отстал от него, и оба участника пришли к финишу. В этом этапе игрок едет впереди, а соперник — сзади. Чем дальше игрок отрывается от соперника, тем меньше заработанных в первом этапе очков теряет. Если игрок оторвался от соперника на большое расстояние и в течение десяти секунд его сохраняет, то автоматически выигрывает гонку. Если же игрок пропустил вперёд соперника и не может в течение десяти секунд вернуть лидерство, то проигрывает. Также игрок проигрывает, если перед тем, как доехать до финиша, потерял все очки. Если соперник касается автомобиля игрока, то второй получает 5000 очков, а не теряет, в отличие от первого этапа. И в первом, и во втором этапе, если игрок или соперник падает с обрыва, то он проигрывает гонку, а второй участник — выигрывает.
- Битва команд — представляет собой замкнутую трассу, проходящую через весь район города. В этих гонках принимают участие двенадцать гонщиков из разных команд. Цель игрока та же, что и в гонках типа «Кольцо» — первым завершить последний круг.

### Погоня

Полицейские погони в игре не претерпели существенных изменений, по сравнению с предыдущей частью серии — Most Wanted

Как и в предыдущей части серии — Need for Speed: Most Wanted, если во время гонки или свободной езды автомобиль игрока врежется в машину гражданского или полиции, или же проедет мимо полицейской машины с высокой скоростью, то начнётся погоня. О преследовании полиция будет сообщать по перехватываемой игроком рации. Игроку необходимо скрыться от преследования полиции, дождавшись прекращения погони. Основным параметром погони является статус, которых всего восемь. Первые два статуса доступны с самого начала игры, третий и четвёртый статус становятся доступны, когда игрок имеет под контролем один район, а пятый статус — когда игрок имеет под контролем три района. Остальные статусы доступны только в режиме «Погоня», и в режиме «Карьера» не встречаются. По мере повышения статуса к преследованию присоединяются более сильные полицейские отряды, расширяется их арсенал в тактике погони. Как и в предыдущей игре, на пятом статусе погони и выше, к преследованию присоединяется сержант Кросс, автомобиль которого отличается от других внешним видом, а за его уничтожение даётся самый высокий рейтинг.
Когда игрок касается полицейской машины, это считается за её задевание, а если выводит из строя — за разбивание, что даёт дополнительный рейтинг. Разные полицейские автомобили, встречающиеся на протяжении преследования, в большей или меньшей степени подвержены повреждениям, например, джипы тяжелее выводить из строя, чем другие полицейские машины. Иногда полиция может вызывать заграждения (начиная со второго статуса погони), в которых находятся полицейские автомобили и знаки «STOP». В заграждениях могут находиться шипы. В отличие от предыдущей игры, если в Carbon игрок наезжает всеми колёсами на ленту с шипами, то лишь частично теряет управляемость и скорость автомобиля, а не останавливается полностью. В отличие от Most Wanted, у полиции нет вертолёта. Во время погони игрок может сбивать обозначенные на карте хрупкие конструкции, которые достаточно большие и, тем самым, их можно обрушить на полицейские автомобили, чтобы вывести их из строя; со временем эти конструкции восстанавливаются. Также к таким конструкциям можно отнести проезжающие по дорогам грузовые автомобили, груз которых можно сбрасывать на окружающие полицейские машины.
Если игрок едет на достаточно малой скорости или останавливается, а рядом оказывается полицейская машина, то полоса индикатора погони смещается к делению «арест». Если индикатор при этом заполнится до конца, то игрок будет арестован и будет вынужден заплатить штраф. Если полицейские задержали игрока на одной и той же машине несколько раз, то забирают её у игрока, а если у игрока нет денег на уплату штрафа и/или у него забирают последний автомобиль, то игра заканчивается, и начинается с того самого момента, когда у игрока остался один автомобиль или последняя сумма денег. Если во время погони скрыться с вида полиции, то преследование переходит в режим ожидания. В это время полиция будет пытаться найти игрока, а на карте показываются укрытия, при въезде в которые игрок может быстро скрыться от погони и быть незамеченным со стороны полиции. Если же в режиме ожидания полиция замечает игрока, то погоня вновь переходит в активный режим. Как и в Most Wanted, если игрок изменяет внешность своего автомобиля, то уровень розыска существенно понижается. Также его можно снизить, если ездить на другом автомобиле — тогда уровень розыска для предыдущего автомобиля понижается.

### Многопользовательская игра
В версиях Need for Speed: Carbon для консолей PlayStation 2, GameCube, Xbox и Wii присутствует возможность игры вдвоём с технологией разделённого экрана. Представлены те же режимы, что и в одиночной игре.
В версиях Need for Speed: Carbon для консолей Xbox 360, PlayStation 3 и для PC-совместимых компьютеров присутствует возможность игры по сети. Представлены те же режимы, что и в одиночной игре, а также два эксклюзивных режима: «Салочки» (англ. Pursuit Tag) и «Погоня на выбывание» (англ. Pursuit Knockout), позволяющие играть как за гонщиков, так и за полицейских. В режиме «Салочки» игра начинается с одного игрока в качестве гонщика, а остальные игроки выступают в роли полицейских, задача которых — остановить единственного гонщика. Полицейский, который останавливает гонщика, превращается в последнего, и должен стараться избегать других полицейских. Игрок, который продержится дольше всех, выигрывает. В режиме «Погоня на выбывание» гонщики, остановленные полицейскими, возвращаются в игру в качестве последних, и их задачей становится любой ценой остановить других гонщиков до того, как они доедут до финиша. Игрок, который финиширует, выигрывает.
Серверы для игры по сети были по техническим причинам закрыты 31 августа 2021 года.

### Автомобили

Система тюнинга «Autosculpt» позволяет придать автомобилю уникальный дизайн

Как и в предыдущих частях серии, в Need for Speed: Carbon представлены лицензированные автомобили от известных мировых производителей, таких как Mazda, Toyota, Mitsubishi, Chevrolet, Dodge, Ford, Porsche и многие другие. В отличие от предыдущих игр серии, в новой части автомобили представлены в большем разнообразии: от обычных серийных автомобилей и спорткаров до дорогих роскошных автомобилей и маслкаров. В игре впервые в серии представлены такие автомобили, как Audi Le Mans quattro, Chrysler 300C SRT 8, Chevrolet Chevelle SS и Alfa Romeo Brera. В Carbon также был представлен прототип спорткара Jaguar XK 2007 до его включения в массовое производство. Кроме того, как и в Need for Speed: Most Wanted, в Carbon доступны для управления игроку мусоровозы, пожарные машины и машины полиции, однако не в режиме карьеры. Как и в предыдущих играх серии, в Need for Speed: Carbon повреждения автомобилей выполнены условно и не влияют на ходовые качества автомобиля, а их отображение упрощённое — в виде царапин на кузове автомобиля и треснувших стёкол. Автомобили в игре можно покупать в магазинах, находящихся по городу. Стоимость и технические характеристики автомобилей в игре не соответствуют своим реальным аналогам.
Все автомобили в Need for Speed: Carbon подразделяются на три типа: «Тюнинг» (англ. Tuner), «Иномарки» (англ. Exotic) и «Олдовые» (англ. Muscle). Все они различаются ходовыми качествами и управлением. Автомобили типа «Тюнинг» отличаются наиболее удобным управлением, позволяющим легко проходить сложные повороты, однако они обладают самым низким ускорением и относительно невысокой максимальной скоростью. Автомобили типа «Иномарки» обладают самой высокой максимальной скоростью и хорошими показателями ускорения и управления. Автомобили класса «Олдовые» обладают самым быстрым ускорением и высокой максимальной скоростью, однако хуже всех управляются — зачастую при поворотах уходят в занос. В зависимости от выбранного типа в начале игры, игрок начинает проходить гонки на той или иной территории. Также автомобили делятся на четыре класса: 0, 1, 2 и 3. Чем выше класс, тем выше скорость, ускорение и управляемость автомобиля. К классу 0 относятся самосвал и пожарная машина.
В игре предусмотрены широкие возможности тюнинга автомобилей. В Need for Speed: Carbon впервые появилась система тюнинга, названная «Autosculpt», позволяющая изменять детали автомобиля, такие как бамперы, спойлеры, капоты и многое другое, на свой вкус. В режиме «Карьера» для доступа к изменению определённых деталей необходимо нанять в команду таких гонщиков, как Сэл и Колин. Также подверглась изменениям возможность нанесения на автомобиль наклеек и аппликаций: можно изменять их положение на кузове автомобиля и размер, растягивать, вращать и наклеивать их до 20 слоёв. В разделе «Стайлинг» можно выбрать один из 94 500 вариантов окраски автомобиля: в этот счёт входят все оттенки цветов, а также краски «Глянец», «Металлик», «Матовая», «Хром», «Перламутр», «Кристаллическая» и «Радужная». Однако некоторые возможности из предыдущих игр серии были убраны (например, изменение стиля и цветов HUD) или упрощены (например, настройка деталей, влияющих на производительность).

## Сюжет

### Игровой мир
Все действия игры происходят в городе под названием Палмонт (англ. Palmont), который представляет собой как большие городские улицы и промышленные зоны, так и каньон, окружающий весь город. Вокруг города находятся Западный, Восточный и Угольный каньоны, автодром для дрифтинга, и небольшой пригород Сан-Хуан. В режиме свободного вождения можно ездить только по основным районам города, а по каньонам, автодрому для дрифтинга, и Сан-Хуану — только в гонках, но путем хакинга можно туда попасть и во время свободного вождения. Сам город разделяется на четыре основных района, которые в свою очередь подразделяются на кварталы:
- Бизнес-центр — район, который находится в центре города, и поначалу находится под контролем банды «Бусидо», главарём которой является Кендзи. Район включает в себя пять кварталов: Старый квартал, Чайнатаун, Мэйсон, Биллингс, и Кингс-Парк. В Бизнес-центре преобладают в основном большие коммерческие здания, небоскрёбы и парк. Если в начале игры в режиме «Карьера» игрок выбирает автомобиль типа «Тюнинг», то гонки начинаются в бизнес-центре города. После победы над главарём — Кендзи, у игрока появляется новый член команды — Юми.
- Кемптон — район, который находится в южной части города и поначалу находится под контролем банды «21-я улица», главарём которой является девушка Энджи. Район включает в себя пять кварталов: Морган-Бич, Проджектс, Эскури-Плаза, Кемптон-Холдингс и промзона «Ньюпорт». В Кемптоне можно увидеть большое количество фабрик, заводов и строительных площадок — промышленные центры города. Если в начале игры в режиме «Карьера» игрок выбирает автомобиль типа «Олдовые», то гонки начинаются в Кемптоне. После победы над главарём — Энджи, у игрока появляется новый член команды — Самсон.
- Фортуна — район, который находится в западной части города, и поначалу находится под контролем команды «Банда Вольфа», главарём которой является Вольф. Район включает в себя пять кварталов: Фортуна-Хайтс, Саут-Фортуна, Хиллсборо, Оушен-Вью и Университетский квартал. В Фортуне находится множество парков и холмистых дорог, она выглядит несколько менее застроенной, чем другие районы. Если в начале игры в режиме «Карьера» игрок выбирает автомобиль типа «Иномарки», то гонки начинаются в Фортуне. После победы над главарём — Вольфом, у игрока появляется новый член команды — Колин.
- Сильвертон — район, который находится в северной части города. Этот район становится доступным игроку для передвижения только после того, как он захватит остальные территории города. Сильвертон находится под контролем банды «Краплёные», главарём которой является Дариус. Район включает в себя семь кварталов: Даймонд-Хиллз, Кэнмор-Даунз, Инфинити-Парк, Неон-Майл, Старлайт-Стрип, Шейди-Пайн и нефтебаза «Сильвертон». В этом районе преобладают городские парки, промышленные зоны и яркие ночные казино. После того, как под контролем команды игрока окажутся все кварталы, то игроку предстоит победить сначала Энджи, Кендзи и Вольфа, а затем и самого главаря — Дариуса, после чего игрок увидит титры и концовку игры.

### Персонажи
Помимо главного героя, знакомого по предыдущей части игры, в Need for Speed: Carbon присутствуют различные персонажи, являющиеся действующими лицами сюжета и сопровождающие главного героя на протяжении всей игры. Помимо этого, в Carbon присутствуют не только новые действующие лица, но и знакомые по предыдущей части серии — Most Wanted. Как и в предыдущей игре, в Need for Speed: Carbon в съёмках внутриигровых видеороликов принимали участие реальные актёры, некоторые знакомы по предыдущей части серии.
- Никки (англ. Nikki) — подруга главного героя, которая даёт ему советы и подсказки на протяжении всей игры и поддерживает его. После того, как главный герой завладел тремя районами города, Никки перешла в его команду. Ездит на автомобиле Ford GT. Её роль сыграла Эммануэль Вожье.
- Дариус (англ. Darius) — бывший напарник главного героя и главный антагонист игры. Первоначально помогал главному герою в гонках и спасал его в трудных ситуациях, но позднее предал его, из-за чего героя чуть не арестовали. Дариус является главарём банды «Краплёные», и игроку приходится побеждать его в гонке один на один. Ездит на автомобиле Audi Le Mans quattro. Его роль сыграл Тамо Пеникетт.
- Кросс (англ. Cross) — бывший сержант полиции. В начале игры он преследует главного героя с целью отомстить ему за его дела в городе Рокпорт. Однако Кроссу платят выкуп, из-за чего герой в итоге не был арестован. Ездит на автомобиле Chevrolet Corvette Z06. Его роль сыграл Дин МакКензи.
- Энджи (англ. Angie) — девушка, являющаяся главарём банды «21 улица». Вместе с напарниками Энджи ездит на автомобилях типа «Олдовые». Она обладает грозным и эгоистичным характером, всегда готова отомстить главному герою. После победы героя над Энджи она переходит в банду «Краплёные». Сначала ездит на автомобиле Dodge Charger R/T, а после перехода в банду «Краплёные» — на Dodge Challenger. Её роль сыграла Даниэль Кременьюк.
- Кендзи (англ. Kenji) — главарь банды «Бусидо». Вместе с напарниками своей команды он ездит на автомобилях типа «Тюнинг». Кендзи обладает насмешливым характером, пытается всячески унизить главного героя. После победы героя над Кендзи он переходит в банду «Краплёные». Сначала ездит на автомобиле Mazda RX-7, а после перехода в банду «Краплёные» — на Mitsubishi Lancer Evolution IX. Персонажа сыграл Кен Керби.
- Вольф (англ. Wolf) — главарь команды «Банда Вольфа». Вместе с напарниками своей команды он ездит на автомобилях типа «Иномарки». Вольф очень самоуверенный и настойчивый, считает себя лучше других. После победы героя над Вольфом он переходит в банду «Краплёные». Сначала Вольф ездит на автомобиле Aston Martin DB9, а после перехода в банду «Краплёные» — на Lamborghini Murciélago. Роль Вольфа сыграл Шоу Мэдсон, в русской версии персонажа озвучил российский актёр Дмитрий Полонский.

Помимо этих главных героев в игре присутствуют эпизодические персонажи — гонщики из других команд, а также гонщики, пришедшие в состав команды игрока, которые помогают ему в гонках и участвуют в сюжете игры.

### История
После того, как главный герой сбежал от полиции в Рокпорте, городе игры Need for Speed: Most Wanted, он направляется по маршруту из Рокпорта в Палмонт, по ходу «прокручивая» в своей голове воспоминания о давней гонке против Кендзи, Энджи и Вольфа. Перед началом этой нелегальной уличной гонки с очень большим денежным призом знакомый главного героя, Дариус, одалживает ему свою машину — Toyota Supra. Опережая во время гонки своих оппонентов на трассе, главный герой пересекает финишную черту, но машины остальных гонщиков выводит из строя ЭМИ от прибывших полицейских. Подруга главного героя, Никки, будучи схваченной полицейскими, в последний момент успевает передать ему сумку с выигранными деньгами. Кто-то устроил главному герою побег, и ему удалось вырваться из окружения полиции, однако позднее он обнаружил, что вместо денег в сумке была резаная бумага.
В настоящее время уже бывший сержант полиции Кросс, а ныне охотник за головами, на своём Chevrolet Corvette преследует героя в каньоне с целью отомстить ему. В результате погони разбивается автомобиль главного героя — BMW M3 GTR, отвоёванный у Рэйзора в Need for Speed: Most Wanted. После непродолжительного разговора с полицейским появляются три машины. Как выясняется, это знакомый главного героя, Дариус, который во второй раз выручает его и платит Кроссу выкуп. Дариус, намекая на оказанную помощь, предлагает главному герою сделку — завоевать для него весь город. В разгар беседы появляется Никки и спрашивает Дариуса, что он здесь делает, а Кросс уезжает. Дариус успокаивает Никки и рассказывает о своём плане, после чего уходит. Никки увозит героя на парковку. Дариус отдал три машины, одну из которых нужно выбрать игроку. Никки обучает героя работе в команде, в процессе он знакомится с Невиллом, присоединившимся к команде. После обучения главный герой с новым помощником уезжают в убежище, по пути скрываясь от нагрянувшего преследования полиции.
После выбора автомобиля начинается постепенное завоёвывание Палмонта, поделённого между командами. Герой отбивает районы у лидеров-гонщиков — Кендзи, Энджи и Вольфа. От очевидцев когда-то произошедшей гонки — Юми, Самсона и Колина — он узнаёт, что его подставили: Дариус подменил сумку. После захвата трёх районов главному герою звонит Дариус, чтобы он приехал якобы за наградой. Когда герой приезжает к нему, Дариус признаётся, что лишь использовал его, а затем сдаёт героя Кроссу. После этого приезжает Никки, и Кросс отдаёт ей ключи от наручников. Теперь главному герою предстоит победить предателя — Дариуса. Но побеждённые лидеры районов (Энджи, Кендзи и Вольф) переходят в команду «Краплёные», главой которой является Дариус, и приходится побеждать сначала их, в каньоне и в городе, а потом главаря. По словам Дариуса перед гонкой в городе, деньги, украденные у главного героя, он потратил на Никки. После проигрыша Дариус уезжает из города, отдав свой Audi Le Mans quattro (прототип будущей Audi R8). Деньги из сумки он так и не вернёт. Сам Audi Le Mans quattro будет доступен только в режиме быстрой гонки, но путем хакинга его можно добавить и в режим карьеры.

## Разработка игры
Разработка игры началась после выпуска Need for Speed: Most Wanted. Новая часть серии во многом заимствует особенности предыдущей игры, однако появились и нововведения. Помимо этого, Каньон Карбон, дрифтинг, а также ночной город и многие другие особенности позаимствованы из фильма «Тройной форсаж: Токийский дрифт», что повторяет историю с Need for Speed: Underground, так как основной идеей игры стала тематика фильма «Форсаж» 2001 года. В версии игры для консоли Wii отсутствует возможность сетевой игры, поскольку разработчики решили в полной мере реализовать возможности контроллеров приставки — Wii Remote и Nunchuk.
Во время разработки Need for Speed: Carbon потерпела ряд изменений. Бета-версия игры имеет существенные различия по сравнению с финальной. Основным отличием было место действия: карта города сильно различалась в плане дорог, а каньон был соединён с городом. Некоторые наработки этого города, известного среди игрового общества как «Mistery City», были использованы в финальной версии. Логотип игры также имел другой вид. Другим отличием в игре является присутствие в гонках типа «Дрифт» соперников на трассе; по словам разработчиков, отсутствие соперников связано со сложностью программирования искусственного интеллекта под дрифт. В этом виде гонок также шёл дождь, и была возможность набрать более чем 20-кратный множитель очков дрифта. В виде гонок «Каньон» на дороге ездил трафик. Графика в бета-версии была более качественная с высокой детализацией текстур. Помимо этого, различались цветовая гамма, стилистика объектов и дизайн. Также в бета-версии присутствовали следующие автомобили: Chevrolet Impala 1964, Porsche 911 Turbo S, Porsche 911 Carrera S, Audi A4, Cadillac CTS и Volkswagen Golf GTI, а также полицейский вертолёт, вырезанные по техническим причинам, однако в файлах финальной версии игры можно найти папки с этими машинами. Вертолёт в бета-версии присоединялся к погоне, начиная с третьего статуса, и имел возможность сбрасывать на дорогу EMP-снаряды. В бета-версии имелись более обширные возможности тюнинга: клиренс можно было настраивать как на переднюю, так и заднюю ось автомобиля; присутствовала возможность изменять номерные знаки, вырезанная, чтобы игроки не писали на них оскорбительное содержимое (в частности, это касается многопользовательской игры); игроки также могли настраивать отдельные передаточные числа КПП. В бета-версии присутствовала команда «LeSamurai», влияние которой было более значительным. Также в команде игрока присутствовал ещё один вид гонщика — Persuader, который мог управлять автомобилями трафика, чтобы те мешали соперникам; в финальной версии был вырезан из-за сложности программирования. В бета-версии на протяжении прохождения было большее количество кат-сцен на игровом движке. В гонках также присутствовала девушка во время старта для класса автомобилей «Тюнинг».
В версиях для игровых приставок шестого поколения (PlayStation 2, GameCube, Xbox), а также Wii присутствуют некоторые изменения, связанные с техническими ограничениями консолей. Так, графическая часть игры была значительно упрощена: убраны эффекты дождя и уменьшена детализация объектов, а также уменьшен эффект размытия. Кроме того, лица водителей были упрощены, став такими, как и в предыдущей игре серии — Most Wanted. Остальные изменения коснулись игрового процесса: был убран сетевой режим через Интернет, вид гонок «Битва команд», некоторые автомобили и детали тюнинга были скрыты, и их можно получить только путём хакинга; магазинов и объектов на улицах города (заборов, знаков) стало меньше, убраны некоторые кат-сцены, уменьшилось количество гонок и соперников в самих гонках (с восьми до четырёх, как в Most Wanted), из заездов и полицейских преследований был убран трафик. Также из этих версий был убран фоторежим и некоторые карточки.
Непропатченная версия игры для Windows имеет ряд ошибок во время игры на Windows Vista, «вылетая» после показа логотипа EA, но большинство проблем были решены патчем до версии 1.4. Согласно технической поддержке на сайте EA, они никогда не выпускали игры, совместимые с Windows Vista, и предлагают изменить режим совместимости на Windows 98, чтобы играть в игры EA, если это необходимо. В версиях до 1.4 игра будет загружаться как с 32-битной, так и с 64-битной версиями Windows Vista, если режим совместимости будет установлен на Windows 98 или Windows 95. Тем не менее игра всё равно часто вылетает. Однако удаление или переименование папки «MOVIES» решает проблему. Некоторым пользователям также удаётся успешно запустить игру на 32-битной релиз-версии Vista, из-за чего появляется предположение, что ошибки связаны с версией кода операционной системы.

## Музыка

Обложка музыкального альбома Need for Speed: Carbon Music by Ekstrak

Саундтрек игры Need for Speed: Carbon, как и в предыдущих частях серии, представляет собой различные композиции в нескольких жанрах: рок, хип-хоп и электронная музыка. Как и в ранее выпущенных играх серии, вся музыка в Need for Speed: Carbon была лицензирована под лейблом EA Trax. Также была создана и оригинальная музыка, в написании которой принимали участие известные композиторы: Тревор Моррис, Роб Буллуг и Пол Линфорд.
Оригинальная музыка в игре, сочинённая Тревором Моррисом и Ekstrak, проигрывается в меню игры и в гоночных заездах, в которых является интерактивной и меняется в зависимости от ситуации в гонке. Помимо этого, в игре была также использована музыка, написанная Полом Линфордом, который до этого принимал участие в создании музыки к предыдущей игре серии — Need for Speed: Most Wanted. Эта музыка тоже является интерактивной и звучит во время полицейских преследований, а её фрагменты меняются в зависимости от ситуации на дороге. В создании музыки также принимал участие композитор Роб Буллуг, написавший ремиксовые композиции к игре. Саундтрек в Need for Speed: Carbon распределён по жанрам, и в зависимости от того, какой автомобиль выбрал игрок, звучит музыка разных жанров. Так, когда игрок ездит на автомобилях типа «Олдовые», то играет музыка в жанре рок. Если игрок ездит на автомобилях типа «Тюнинг», то играет музыка в жанре электроника. Если же игрок ездит на автомобилях типа «Иномарки», то играет музыка в жанре хип-хоп. Данные настройки можно изменить в опциях игры.
Композиции из игры позже были выпущены EA в очень ограниченных количествах на отдельных дисках. Оригинальная музыка игры была широко выпущена в цифровом сервисе iTunes, а также на физических носителях.

### Рэп, хип-хоп
1. Ekstrak — «Hard Drivers»
2. Pharrell — «Show You How To Hustle (feat. Lauren)»
3. Part 2 feat. Fallacy — «One Of Dem Days (Remix)»
4. Spank Rock — «What It Look Like»
5. Tigarah — «Girl Fight (Mr. D Hyphy Mix)»
6. Sway — «Hype Boys»
7. Roots Manuva — «No Love»
8. Lady Sovereign — «Love Me Or Hate Me»
9. Grandmaster Flash and The Furious Five — «Scorpio»
10. Dynamite MC — «After Party»
11. Dynamite MC — «Bounce»

### Рок
1. Eagles of Death Metal — «Don’t Speak (I Came to Make a Bang)»
2. Priestess — «I Am The Night, Colour Me Black»
3. Wolfmother — «Joker and The Thief»
4. Valient Thorr — «Heatseeker»
5. The Vacation — «I’m No Good»
6. The Bronx — «Around The Horn»
7. Metro Riots — «Thee Small Faces»
8. Every Move A Picture — «Signs of Life»
9. Kyuss — «Hurricane»

### Электро
1. Ladytron — «Sugar (Jagz Kooner Remix)»
2. Yonderboi — «People Always Talk About The Weather (Junkie XL Remix)»
3. Ladytron — «Fighting In Built Up Areas»
4. Gary Numan & Tubeway Army — «Are 'Friends' Electric»
5. Goldfrapp — 'Ride A White Horse (Serge Santiago Remix)"
6. Tomas Andersson — «Washing Up (Tiga Remix)»
7. The Presets — «Steamworks»
8. Tiga — «Good As Gold»
9. Vitalic — «My Friend Dario»
10. melody. — «Feel The Rush (Junkie XL Remix)»

## Оценки и мнения
| Сводный рейтинг       | Сводный рейтинг | Сводный рейтинг | Сводный рейтинг | Сводный рейтинг | Сводный рейтинг | Сводный рейтинг | Сводный рейтинг | Сводный рейтинг | Сводный рейтинг |
| Издание               | Оценка          | Оценка          | Оценка          | Оценка          | Оценка          | Оценка          | Оценка          | Оценка          | Оценка          |
| Издание               | GC              | PC              | PS2             | PS3             | PSP             | Wii             | Xbox            | Xbox 360        | Мобильные       |
| --------------------- | --------------- | --------------- | --------------- | --------------- | --------------- | --------------- | --------------- | --------------- | --------------- |
| GameRankings          | 74,25 %         | 78,47 %         | 75,04 %         | 76,26 %         | 71,00 %         | 65,39 %         | 73,28 %         | 77,51 %         | N/A             |
| Metacritic            | 75/100          | 78/100          | 74/100          | 75/100          | N/A             | 67/100          | 74/100          | 77/100          | N/A             |
| MobyRank              | 74/100          | 78/100          | 73/100          | 76/100          | N/A             | 67/100          | 76/100          | 76/100          | N/A             |
| Иноязычные издания    |                 |                 |                 |                 |                 |                 |                 |                 |                 |
| Издание               | Оценка          | Оценка          | Оценка          | Оценка          | Оценка          | Оценка          | Оценка          | Оценка          | Оценка          |
| Издание               | GC              | PC              | PS2             | PS3             | PSP             | Wii             | Xbox            | Xbox 360        | Мобильные       |
| 1UP.com               | N/A             | N/A             | N/A             | 7/10            | N/A             | N/A             | N/A             | N/A             | N/A             |
| Edge                  | N/A             | N/A             | N/A             | N/A             | N/A             | N/A             | N/A             | 6/10            | N/A             |
| EGM                   | N/A             | N/A             | N/A             | N/A             | N/A             | N/A             | N/A             | 7,33/10         | N/A             |
| Eurogamer             | N/A             | N/A             | N/A             | N/A             | N/A             | N/A             | N/A             | 7/10            | N/A             |
| G4                    | N/A             | N/A             | N/A             | N/A             | N/A             | N/A             | N/A             | 4/5             | N/A             |
| Game Informer         | 7,5/10          | N/A             | 7,5/10          | 8,5/10          | N/A             | N/A             | 7,5/10          | 8,5/10          | N/A             |
| GamePro               | N/A             | N/A             | N/A             | 4,25/5          | N/A             | N/A             | N/A             | 4,75/5          | N/A             |
| GameRevolution        | N/A             | N/A             | C-              | N/A             | N/A             | N/A             | C+              | B               | N/A             |
| GameSpot              | N/A             | N/A             | N/A             | N/A             | N/A             | 7,1/10          | 7,6/10          | 7,6/10          | N/A             |
| GameSpy               | N/A             | N/A             | N/A             | N/A             | N/A             | 3/5             | N/A             | 4/5             | N/A             |
| GamesRadar+           | N/A             | 8/10            | 7/10            | 8/10            | N/A             | 6/10            | 7/10            | 8/10            | N/A             |
| GameTrailers          | N/A             | N/A             | N/A             | 7,8/10          | N/A             | N/A             | N/A             | 7,8/10          | N/A             |
| GameZone              | N/A             | 8,5/10          | 8/10            | 8/10            | N/A             | 7,5/10          | 7,2/10          | 8,2/10          | N/A             |
| IGN                   | 7,8/10          | 8,2/10          | 7,8/10          | 7,9/10          | N/A             | 7,4/10          | 7,8/10          | 8,2/10          | 7/10            |
| Nintendo Power        | 7,5/10          | N/A             | N/A             | N/A             | N/A             | 6/10            | N/A             | N/A             | N/A             |
| Nintendo World Report | N/A             | N/A             | N/A             | N/A             | N/A             | 8,5/10          | N/A             | N/A             | N/A             |
| ONM                   | N/A             | N/A             | N/A             | N/A             | N/A             | 59/100          | N/A             | N/A             | N/A             |
| OPM                   | N/A             | N/A             | 7,5/10          | 7,5/10          | N/A             | N/A             | N/A             | N/A             | N/A             |
| OXM                   | N/A             | N/A             | N/A             | N/A             | N/A             | N/A             | 7/10            | 8/10            | N/A             |
| PC Gamer (UK)         | N/A             | 72/100          | N/A             | N/A             | N/A             | N/A             | N/A             | N/A             | N/A             |
| TeamXbox              | N/A             | N/A             | N/A             | N/A             | N/A             | N/A             | 8,1/10          | N/A             | N/A             |
| VideoGamer            | N/A             | N/A             | N/A             | N/A             | N/A             | 6/10            | N/A             | N/A             | N/A             |
| XboxAddict            | N/A             | N/A             | N/A             | N/A             | N/A             | N/A             | N/A             | 80 %            | N/A             |
| Русскоязычные издания |                 |                 |                 |                 |                 |                 |                 |                 |                 |
| Издание               | Оценка          | Оценка          | Оценка          | Оценка          | Оценка          | Оценка          | Оценка          | Оценка          | Оценка          |
| Издание               | GC              | PC              | PS2             | PS3             | PSP             | Wii             | Xbox            | Xbox 360        | Мобильные       |
| Absolute Games        | N/A             | 69 %            | N/A             | N/A             | N/A             | N/A             | N/A             | N/A             | N/A             |
| PlayGround.ru         | N/A             | 7,5/10          | N/A             | N/A             | N/A             | N/A             | N/A             | N/A             | N/A             |
| «Игромания»           | N/A             | 7,5/10          | N/A             | N/A             | N/A             | N/A             | N/A             | N/A             | N/A             |
| «Страна игр»          | N/A             | 8/10            | N/A             | N/A             | N/A             | N/A             | N/A             | N/A             | N/A             |

Need for Speed: Carbon получила в основном положительные отзывы. PC Format дал игре 7,8 баллов из 10. IGN оценил версии для PlayStation 3 и Xbox 360 на 7,9 и 8,2 баллов из 10 соответственно. «Это не революционные, не великолепные, но хорошие гонки» (в одном из обзоров игру назвали «грабежом GTA», так как наличие команды и территорий банд схоже с Grand Theft Auto: San Andreas), — заявляет IGN. GameSpot похвалил Carbon за более кинематографические ролики, хороший геймплей, но разочаровался в гонках с боссами и погонях от полицейских.
Другим важным поводом для критики было отсутствие многих ожидаемых в игре автомобилей, таких как Porsche 911 Turbo и Shelby Mustang GT500. Представители EA обсуждали это как незначительную проблему, но позже компания выпустила дополнения, добавляющие новые автомобили, доступные для скачивания за $5 на сайте игры.
Electronic Gaming Monthly дал Need for Speed: Carbon оценку 8 баллов из 10. Австралийское шоу об играх Good Game оценило игру на 5 баллов из 10.
В США было продано 3,2 миллиона копий Need for Speed: Carbon. Его версия для PlayStation 2 получила награду «Двойная платина» от Ассоциации издателей программного обеспечения для развлечений и отдыха (ELSPA), что указывает на то, что в Соединенном Королевстве было продано не менее 600 000 копий.

## Бонусные издания игры
На платформах Windows, Mac OS X, Xbox 360 и PlayStation 2 было выпущено Коллекционное издание (англ. Collector’s Edition). Это издание отличает особая упаковка с металлической отделкой и альтернативная обложка. Версия игры для Mac OS X хоть и не отображает в названии Collector’s Edition, но содержит все бонусы. Версия для Windows издавалась в России компанией «1С-СофтКлаб», первоначально с русской документацией, а после полностью на русском языке. Коллекционное издание игры включает в себя 4 эксклюзивные машины (2006 Koenigsegg CCX, 2006 Chevrolet Camaro Concept, 2007 Jaguar XK, 1992 Nissan 240 SX), 10 моделей машин с уникальным тюнингом, 3 новых чемпионата, 3 дополнительные трассы для дрифтинга, 6 новых типов гонок, а также бонусный DVD с дополнительными материалами о создании игры.
Загрузочная версия EA (англ. EA Download Version) включает в себя автоматически открывающиеся все уникальные детали в игре и два новых автомобиля: 1971 Dodge Challenger и 2006 Pagani Zonda.
Автомобили из бонусных изданий можно также путем хакинга получить в обычных версиях игры для GameCube, Wii, PlayStation 2 и Xbox.

## Own the City
На платформах PSP и Zeebo был выпущен альтернативный вариант игры — Own The City. В отличие от обычной версии, Own the City представляет собой некий гибрид двух игр — Carbon и Most Wanted, с новыми персонажами. Игровой процесс происходит в новом городе — Кост-Сити, базированном на западной части Рокпорта из Most Wanted.

### Сюжет
В 2006 году, братья Роджерсы (один из них — игрок), участвовали в нелегальной гонке на объездном шоссе города Кост-Сити с двумя гонщиками из команды "Счастливые семерки", пытаясь выяснить, кто из них получит контроль над всем городом. Однако гонка закончилась аварией, в которой, один из братьев, 28-летний Майкл "Мик" Роджерс, погиб на месте происшествия, игрок госпитализирован на полгода, а контроль над городом был разделен между шестью различными командами уличных гонщиков. Когда игрок выписан из больницы, его встретила Сара, вдова Мика, и первые двое ведомых игрока, Картер и Дайлан, которые помогли ему вспомнить его первую гонку при посещении могилы Мика.
Игрок был намерен найти того, кто виноват в гибели Мика, и формировал команду, чтобы легче было одержать победу в гонках, завоевывал территории, и спрашивал побежденных главарей, что они знают об аварии с участием Мика. На это время Сара куда-то уехала, а команда "Счастливые семерки" получила нового главаря — Страйкера, и новое название — "Берсеркеры".
После победы над "Берсеркерами" и "Истсайдерами", игроку сообщили, что причиной аварии стал Бадди, молодой гонщик, а Экс, глава "Бордовой" команды, помог игроку найти Бадди. Оказалось, что команда "Мега" была нанята Бадди, чтобы убить Мика, и игрок передал им телефон. После завершения гонки с Бадди, игрок участвовал в гонках против команды "Корпус", главарем которой был полицейский под прикрытием по прозвищу MK, который вскоре узнал, что все-таки Экс спланировал убийство Мика.
После победы над Эксом, Сара вернулась в город, и игрок принял участие в гонке с ней, после чего она показала игроку, что он сам заставил Экса убить Мика. Оказалось, что у Мика была чудовищная личность, из-за которой Сара и игрок пострадали, а гибель Мика в результате аварии на шоссе была организована самим игроком, чтобы он защитился от Мика, позволив Саре и себе быть свободными. Вскоре Сара приняла свою свободу, передав игроку часы Мика, и заявив, насколько игрок отличается от него.

### Геймплей
Как и в обычном Need for Speed: Carbon, в Own The City игрок может свободно ездить по городу и устраивать погони с полицией. Город разделен на 14 микрорайонов, при завоевании каждого из которых, открывается доступ к новым автомобилям, запастям, и членам команды. Также по улицам разбросаны ящики с сюрпризами, начиная от денежных наград, и заканчивая портретами персонажей, которые сохраняются в галерею.
Игрок может нанять до пяти членов команды, двое из которых могут быть использованы в гонках в качестве ведомых. Ведомые делятся на три класса: блокировщики (brawlers), разгонщики (drafters) и убийцы (assassins). Блокировщики и разгонщики действуют как аналогичные ведомые из обычного Need for Speed: Carbon, а убийцы — на длительное время останавливают соперников с помощью развертываемых полос с шипами.

### Команды соперников
- Берсеркеры (ранее — Счастливые семерки) — владеют горным и внутренним районами на востоке города. После гибели их первоначального главы — Мика, его место занял Страйкер, а после победы игрока, к нему в команду переходят Картер, Дайлан, Кита, Маркус, Арджен и Кранч. Двое других гонщиков, PK и Главер — обычные соперники.
- Истсайдеры — владеют объездным шоссе и промзоной города. Глава — Пурбой, после победы в команду игрока переходят Слай, Джюс и Вест, остальные гонщики — Крампет, Шон, JK.
- Сирены — владеют старым жилым районом, и мостами, отделяющими западную часть города от восточной. Эта команда состоит из шести нумерованных девушек с одинаковым именем — Лейла, из которых первая служит главой, и вместе со второй они переходят в команду игрока после его победы, остальные — обычные соперницы.
- Мега — владеют студенческим городком и современным жилым районом. Глава — Бадди, после победы в команду игрока переходят Стив и Черепаха, остальные гонщики — Кайл, Деннис, Хэнсон.
- Корпус — владеют аэропортом, гаванью и бизнес-центром города. Глава — MK, полицейский под прикрытием, после победы в команду игрока переходят Дэймон, Дженна, Бакстер и Пип, остальные гонщики — Криплер, Свидер.
- Бордовая команда — владеют складом, свалкой и каменный карьером города. Глава — Экс, после победы в команду игрока переходит Клатч, остальные гонщики — Скотти, Аманда, Лэнс, Донни, Мтомп, Гарт.

### Типы гонок
- Кольцо — игрок должен со своей командой успеть обогнать всех соперников за нескольно кругов по замкнутой трассе
- Спринт — игрок должен со своей командой первым доехать до финиша по незамкнутой трассе
- Нокаут — аналогичен типу "Кольцо", однако игрок участвует без команды, и в конце каждого круга выбывает гонщик, идущий последним
- Побег — игрок должен сбежать с территории соперников, цель которых — разбить его машину
- Доставка — игрок и его команда должны добраться с посылкой до указанного места раньше других гонщиков
- Битва — игрок должен разбить определенное количество машин соперников за ограниченное время